# Xanthochroa centralis
Xanthochroa centralis är en skalbaggsart som beskrevs av Horn 1896. Xanthochroa centralis ingår i släktet Xanthochroa och familjen blombaggar. Inga underarter finns listade i Catalogue of Life.